# Liège-Bastogne-Liège 2022
Liège-Bastogne-Liège 2022 a fost ediția a 108-a a cursei clasice de ciclism Liège-Bastogne-Liège, cursă de o zi, care s-a desfășurat pe 24 aprilie 2022 și face parte din calendarul UCI World Tour 2022.

## Echipe participante
Întrucât Liège-Bastogne-Liège este un eveniment din cadrul UCI World Tour 2022, toate cele 18 echipe UCI au fost invitate automat și obligate să aibă o echipă în cursă. Șase echipe profesioniste continentale au primit wildcard.

### Echipe UCI World
| - AG2R Citroën Team - Astana Qazaqstan Team - Bora–Hansgrohe - Cofidis - EF Education–EasyPost - Groupama–FDJ - Ineos Grenadiers - Intermarché–Wanty–Gobert Matériaux - Israel–Premier Tech | - Lotto Soudal - Movistar Team - Quick-Step Alpha Vinyl Team - Team Bahrain Victorious - Team BikeExchange - Team DSM - Team Jumbo–Visma - Trek-Segafredo - UAE Team Emirates |  |

### Echipe continentale profesioniste UCI
| - Alpecin-Fenix - Arkéa-Samsic - Equipo Kern Pharma | - TotalEnergies - Sport Vlaanderen-Baloise - Uno-X Pro Cycling Team |  |

## Rezultate
| Loc | Concurent          | Echipă                             | Timp       |
| --- | ------------------ | ---------------------------------- | ---------- |
| 1   | Remco Evenepoel    | Quick-Step Alpha Vinyl Team        | 6h 12' 38" |
| 2   | Quinten Hermans    | Intermarché–Wanty–Gobert Matériaux | +48"       |
| 3   | Wout van Aert      | eam Jumbo–Visma                    | +48"       |
| 4   | Daniel Martínez    | Ineos Grenadiers                   | +48"       |
| 5   | Sergio Higuita     | Bora–Hansgrohe                     | +48"       |
| 6   | Dylan Teuns        | Team Bahrain Victorious            | +48"       |
| 7   | Alejandro Valverde | Movistar Team                      | +48"       |
| 8   | Neilson Powless    | EF Education–EasyPost              | +48"       |
| 9   | Marc Hirschi       | UAE Team Emirates                  | +48"       |
| 10  | Michael Woods      | EF Education–EasyPost              | +48"       |

## Legături externe
- Site web oficial